# صلاح استیتیه
صلاح استیتیه (عربی: صلاح ستيتية و فرانسوی: Salah Stétié) (۲۸ سپتامبر ۱۹۲۹ – ۱۹ مه ۲۰۲۰) نویسنده و شاعر لبنانی بود که به زبان فرانسوی می‌نوشت. او همچنین در مناصب مختلف دیپلماتیک برای لبنان در کشورهایی مانند مراکش و فرانسه خدمت کرد. اگرچه زبان مادری او عربی بود، اما استیتیه ترجیح داد به زبان فرانسوی بنویسد. او یکی از بزرگ‌ترین شاعران معاصر عربی‌زبان و فرانسوی‌زبان بود. ادره آزوله، دبیرکل وقت یونسکو، در هنگام درگذشت وی گفت:«صلاح استیتیه به شعر عربی و فرانسوی علاقه داشت و میراث ادبی شگفت‌انگیزی برای ما بر جا گذاشت. مشارکت او در ماموریت‌های یونسکو تا به امروز شایان توجه است».

## زندگینامه
صلاح استیتیه در 28 سپتامبر 1929 در بیروت، لبنان در محله‌ی البسطة التحتی در یک خانواده‌ی سنی بورژوا به دنیا آمد. پدرش محمود استیتیه معلم و شاعر عرب بود و بنیان محکمی در فرهنگ عربی و مسلمانان برای پسرش فراهم کرد.
او در لبنان در کالج پروتستان فرانسوی بیروت، دانشگاه سنت جوزف بیروت و مدرسه عالی هنر بیروت تحصیل کرد و آن‌جا زیر نظر گابریل بونور که او را معلم معنوی می‌دانست، ادبیات و حقوق آموخت. سپس در سال 1951 با کسب بورسیه به تحصیل در رشته‌ی شرق شناسی در دانشگاه سوربن پرداخت. این دوره از زندگی او در پاریس بسیار پربار بود. او کتاب های Le Voyage D'Alep و Mercure De France را منتشر کرد و با تعدادی از شاعران فرانسوی از جمله Yves Bonnefoy دوست شد. بدین ترتیب پاریس به یکی از دو قطب ذهنی استیتیه بدل شد، به این معنا که او به همان اندازه که یک عرب و لبنانی بود، خود را یک فرانسوی و پاریسی می دانست. او در سال 1955 به لبنان بازگشت و در آکادمی هنرهای زیبای لبنان، دانشکده‌ی هنرهای فارغ التحصیل بیروت و دانشگاه بیروت تدریس کرد و تا سال 1961 در آن‌جا به تدریس پرداخت و سپس فعالیت دیپلماتیکش آغاز شد.

### ارتباط باموسی صدر
او در کتاب زندگینامه‌ی خود با نام l'Extravagance در چند موضع از دیدارهایش با موسی صدر در پاریس سخن می‌گوید. او می‌گوید در یکی از این دیدارها ابوالحسن بنی‌صدر، صادق طباطبائی و صادق قطب‌زاده نیز حضور داشتند.

### مرگ
او در 19 مه 2020 در پاریس درگذشت. برونو فوشیه، سفیر وقت فرانسه در لبنان به هنگام درگذشت او در توئیتر خود نوشت:«درگذشت استیتیه لبنان را نیز به اندازه‌ی فرانسه از یک شخصیت بزرگ محروم ساخت».

## آثار انگلیسی
- Michael Bishop, ed. (2000). Cold water shielded: selected poems. Bloodaxe. ISBN 9781852244873.
- A Key to the Lebanon. Garnet Publishing, Limited. 1999. ISBN 9781859641378.

## آثار فرانسوی
- 1964: “La nymphe des rats”
- 1972: “La Mort Abeille”
- 1973: “L'eau Froide Gardée”
- 1973: “Fragments: Poèmes”
- 1978: “André Piyere de Mandiargues”
- 1979: “Obscure Lampe De Cela”
- 1980: “La Unième Nuit”
- 1980: “Ur En Poèsie”
- 1980: “Inversion de L'arbe et du Silence”
- 1983: “L'Etre Poupée”
- 1983: “Colombe D'Aquiline”
- 1984: “Nuage Avec des Voix”
- 1984:  "Firdaws, essai sur les jardins et les contre-jardins de l'Islam"
- 1988: "Incises"
- 1991: "Le Voyage D'Alep"
- 1991: "Les sept Dormants au péril de la poésie"
- 1992: " L'épée des larmes"
- 1996:  "Archer Aveugle"
- 1996: "Lecture D'Une Femme"